# Heilig Hartbeeld (Obdam)
Het Heilig Hartbeeld is een standbeeld in het Nederlandse dorp Obdam, in de provincie Noord-Holland.

## Achtergrond
Al snel na de bevrijding in 1945 werd het plan opgevat om een Heilig Hartbeeld op te richten uit dank dat Obdam voor het oorlogsgeweld gespaard was gebleven. Het beeld werd gemaakt in het Haarlemse Atelier J.P. Maas en zonen en in 1947 geplaatst bij de ingang van de Sint-Victorkerk.

## Beschrijving
Het beeld toont een staande Christusfiguur, gekleed in een gedrapeerd gewaad en omhangen met een mantel. Hij is uitgevoerd als Christus Koning en draagt een kroon. Hij houdt zijn rechterhand zegenend geheven en wijst met zijn linkerhand naar het Heilig Hart op zijn borst. 
Het beeld staat op een getrapte sokkel, uitgevoerd in baksteen en natuursteen. Op de sokkel zijn twee plaquettes aangebracht.